# Pseudobombax ellipticum
Pseudobombax ellipticum — вид рослин родини мальвових (Malvaceae).

## Будова
Листяне дерево висотою до 18 м. Гілки відходять від сукулентного стовбуру при основі. Стовбур покритий зеленоватою шкіркою, що не утворює кору.

## Поширення та середовище існування
Росте у Центральній Америці: Мексика, Сальвадор, Гватемала, Гондурас.

## Практичне використання
Квіти дерева дуже декоративні, нагадують пензлик для гоління, від чого походить англійська назва рослини англ. shaving brush tree.
Індіанці готують з дерева п'янкий напій.

## Галерея

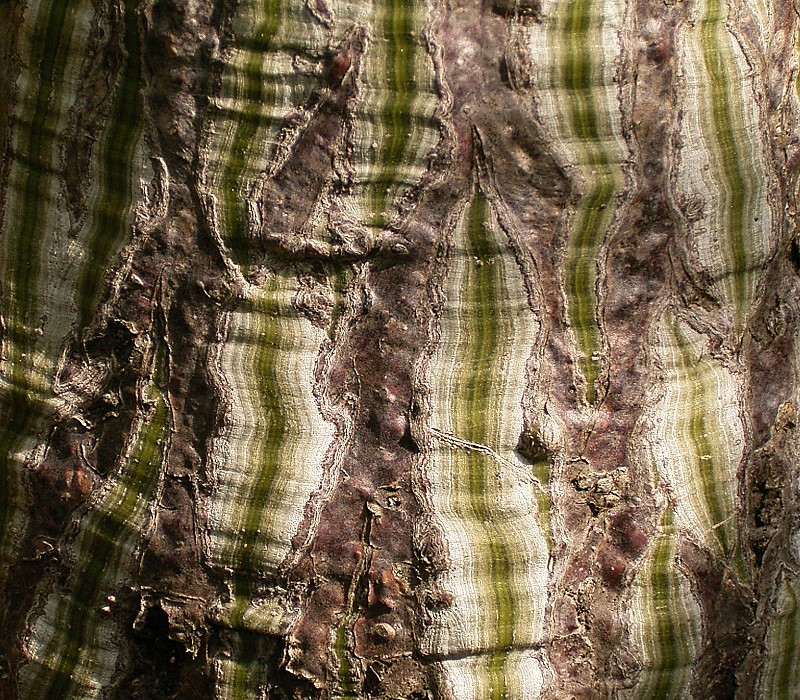
Стовбур дерева
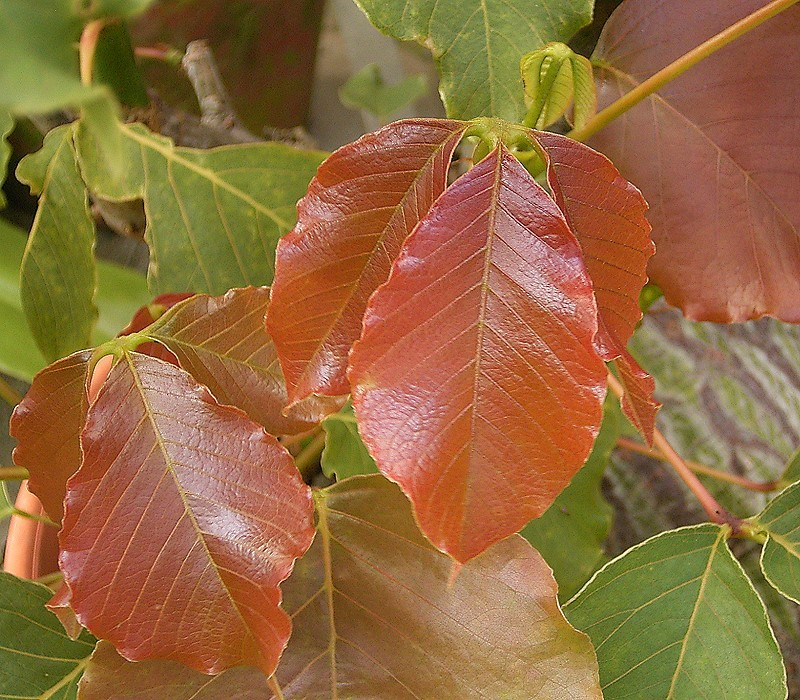
Листя
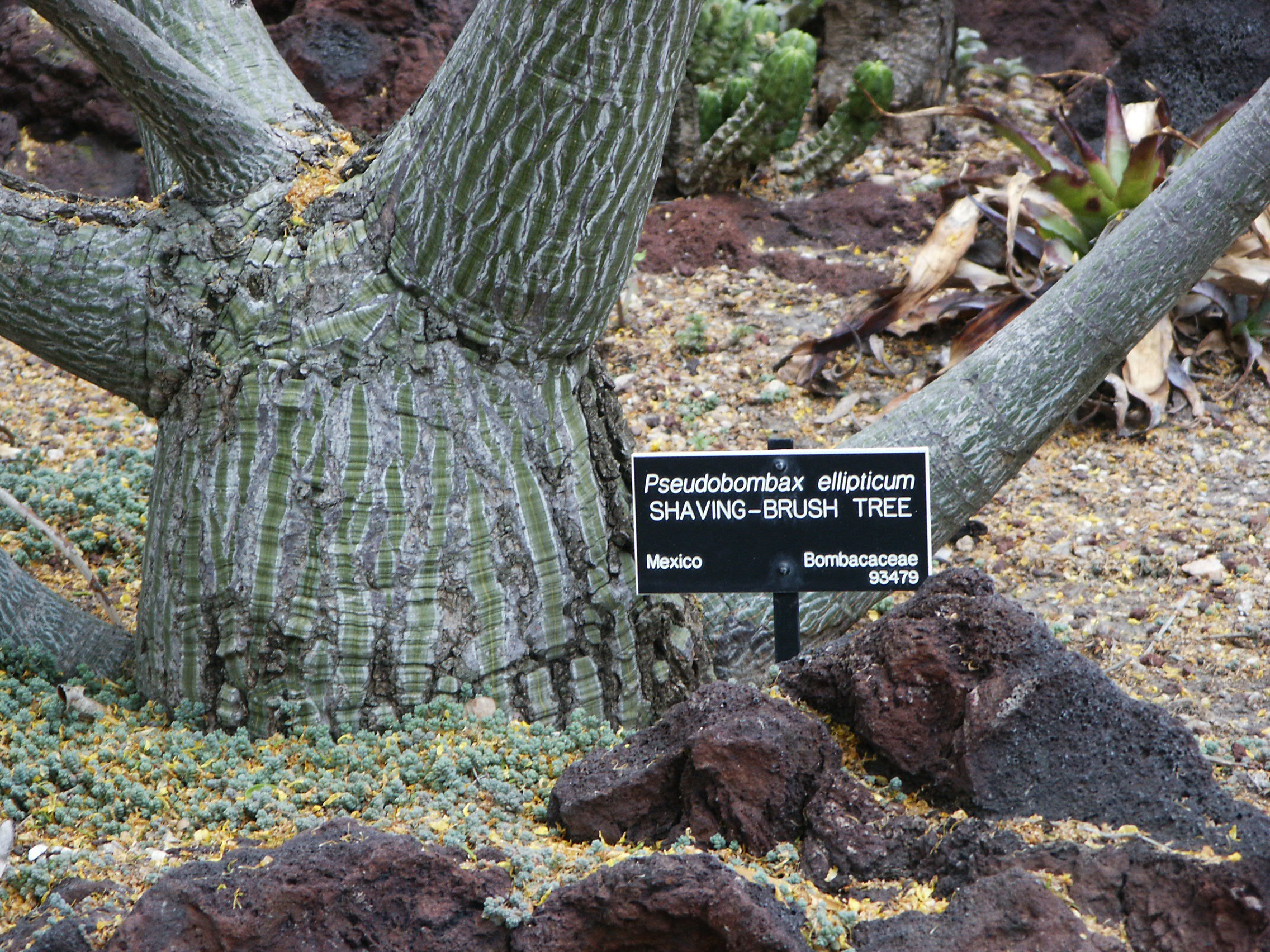
Гілки відходять від основи
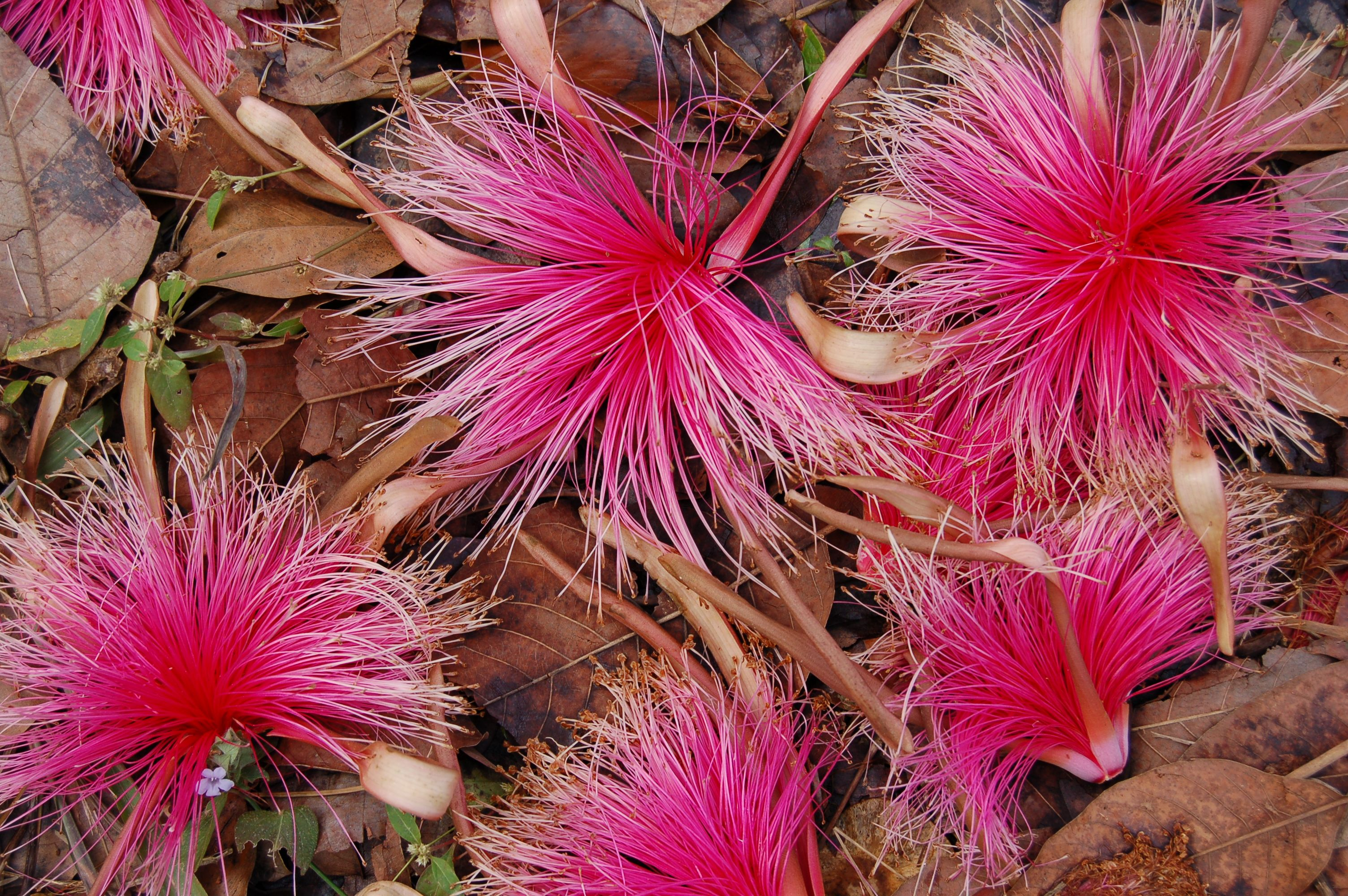
Рожеві квіти